# マルチコメディーパフォーマーTASUKU
マルチコメディーパフォーマーTASUKU（ - たすく、1973年8月11日 - ）は、京都府出身のパフォーマー。本名は小西匡（こにし たすく）。吉本興業所属。

## 人物・略歴
1995年に桂三枝（現：六代桂文枝）にオーディションで入門。漫才コンビ「ぴ〜す」(後に「こんばらたすく」に改名)として活動したのち、解散してパフォーマーとなる。マジック、ジャグリング、パントマイム、バルーンアートをコメディータッチで演じる。六代桂文枝一門のうち唯一の諸芸部門の芸人である。

## エピソード
- 同じ吉本興業所属の後輩コンビ「ピース」と混同を防ぐため、先にコンビ名を使用していたにもかかわらず吉本興業側から改名を要請され、「こんばらたすく」に改名した。
- 当時弟子入りオーディションに参加したのが自分1人だけだったため、選ばれることなく弟子入りした。
- 1998年の今宮子供えびすマンザイ新人コンクールでこども大賞を受賞した（優勝は当時中学1年生であったりあるキッズ）。
- 2012年6月28日に東日本大震災の被災地である岩手県大船渡市民文化会館での吉本新喜劇公演に出演した[3]。

## 出演

### テレビ
- テレビ大阪「村上ショージの歌ってナンボ」(レギュラー出演)
- 毎日放送「三枝、きよし満開ハッスル家族」
- 朝日放送「ナイトinナイト木曜日」
- 朝日放送「花の駐在さん桂三枝芸能生活45周年記念特別公演」

### CM
- ローソン（華原朋美、駅シリーズ）

### 映画
- 「3D吉本ミクロ大作戦」